# Moutiers-sous-Chantemerle
Moutiers-sous-Chantemerle korábbi község Franciaország Új-Aquitania régiójában, Deux-Sèvres megyében.
Lakosainak száma 592 fő (2018. január 1.). Moutiers-sous-Chantemerle Le Breuil-Bernard, La Chapelle-Saint-Étienne, La Forêt-sur-Sèvre, Moncoutant, Saint-Paul-en-Gâtine, Breuil-Barret és Saint-Pierre-du-Chemin községekkel határos.
2019. január 1-jén öt másik korábbi községgel egyesült és az így létrejött Moncoutant-sur-Sèvre új község része lett.

## Népesség
A település népességének változása:
| Lakosok száma | 602  | 608  | 617  | 597  | 592  |
|               | 2013 | 2015 | 2016 | 2017 | 2018 |